# Ab Urbe condita
L'espressione latina ab Urbe condĭta [ab ˈʊrbɛ ˈkɔndɪtaː] (in italiano "dalla fondazione di Roma" 
) si riferisce a un sistema di calcolo degli anni che prese piede tra i Romani, in cui gli anni venivano computati a partire dal 753 a.C., la data che l'erudito Marco Terenzio Varrone aveva stabilito ai tempi di Giulio Cesare per la fondazione di Roma, l'Urbe, "la Città" per eccellenza.
Questo computo era più diffuso in ambienti dotti che nella realtà popolare, dove, per misurare gli anni, era preferito l'uso di eponimi con il nome dei due consoli in carica (e questo uso rimontava agli inizi dell'età repubblicana). La cosiddetta "data varroniana" era stata ricavata fissando al 509 a.C. il primo anno della Repubblica e attribuendo 35 anni di regno a ciascuno dei sette re di Roma.
La storiografia moderna nega la fondazione della città come atto volontario, privilegiando invece l'ipotesi della progressiva riunione di villaggi preurbani sparsi, con un fenomeno di aggregazione urbana ricordato nei miti sulla fondazione stessa e nelle vicende dell'età regia.

## I calendari romani
Almeno due sono le principali riforme del calendario adottate dai Romani: una prima riforma viene attribuita al re Numa Pompilio (calendario romano); una seconda fu stabilita, in epoca storica, da Gaio Giulio Cesare, nella sua qualità di Pontifex maximus. Dal nomen di Cesare, tale calendario è detto giuliano.

## Il calcolo di Varrone
La data tradizionale per la fondazione di Roma (21 aprile 753 a.C., il Natale di Roma) fu definita da Varrone. In effetti, i Romani datavano gli eventi della città dall'inizio del regno del re in carica e poi, durante il periodo repubblicano, dal nome dei consoli, che duravano in carica solo un anno.
Varrone doveva avere a disposizione una lista di consoli contenente qualche errore e chiamò l'anno in cui si insediarono i primi consoli (Bruto e Collatino) "245 ab Urbe condita" (CCXLV a.U.c.), accettando l'intervallo di 244 anni indicato da Dionigi di Alicarnasso per il totale degli anni in cui Roma fu governata dai leggendari sette re. La correttezza del calcolo di Varrone non è mai stata provata in modo scientifico (e d'altra parte probabilmente Roma non ha una "vera" data di nascita) ma viene ancora universalmente usata come data per la celebrazione del Natale di Roma.

## Calcoli alternativi
Secondo Velleio Patercolo (I, 8, 5) Roma fu fondata 437/438 anni dopo la caduta di Troia (11 giugno 1182 a.C.), mentre Marco Porcio Catone colloca la fondazione di Roma 432 anni dopo la distruzione di Troia.
D'altra parte, secondo Lucio Taruzio di Firmum, Romolo e Remo furono concepiti il ventitreesimo giorno del mese egizio di Choiac, al momento di un'eclissi totale di sole. Romolo e Remo, sempre secondo questa tradizione, nacquero il ventunesimo giorno del mese egizio di Toth. Il primo giorno di Toth, in quell'anno, cadeva il 2 marzo. Questo starebbe a significare che la gravidanza di Rea Silvia è durata 281 giorni. Roma sarebbe stata fondata nel nono giorno del mese di Pharmuthi, ovvero il 21 aprile.
Secondo Plutarco, al momento della fondazione di Roma un'eclissi di sole fu osservata dal poeta Antimaco di Teo.
Dionigi di Alicarnasso fissa la fondazione di Roma nel secondo anno di regno di Numitore, 432 anni dopo la presa di Troia, nell'anno della settima Olimpiade, in cui Diocle di Messene vinse la gara di corsa, quindi nel 752 a.C., prendendo a riferimento il 776 a.C., anno in cui è tradizionalmente fissata la prima Olimpiade.
Secondo la tradizione, Romolo scomparve quando aveva 54 anni, alle None di Quintile (luglio), in un giorno in cui il sole era oscurato (ma altri parlano di tempesta). Plutarco pone l'avvenimento nel trentasettesimo anno dalla fondazione, nel giorno che per noi è il 5 luglio che allora era chiamato Quintile, alle None Caprotine.
Anche Tito Livio afferma che Romolo regnò per 37 anni dopodiché fu trucidato dal Senato o disparve nel trentottesimo anno di regno. La maggior parte delle tradizioni sono state registrate da Plutarco, Floro, Cicerone, Cassio Dione e Dionigi di Alicarnasso.
Sulla base di queste fonti storico-letterarie, e sull'effettivo verificarsi di eclissi solari, come quelle osservate a Roma nel 763 a.C., 745 a.C. e 709 a.C., storici moderni hanno prodotto degli studi tesi a validare le date tramandate dalla tradizione.